# Gian Battista Maffi
Padre Gian Battista Maffi M.Afr. (Barbata, 21 agosto 1955 – Tunisi, 5 gennaio 2010) è stato un presbitero e missionario italiano studioso della lingua araba e dell'Islam.

## Biografia
Nato nel 1955 a Barbata, all'età di 15 anni si trasferisce con la sua famiglia a Mozzanica dove conosce don Arnaldo Peternazzi, che lo incoraggia a collaborare con lui e a partecipare alle attività della parrocchia e dell'Oratorio.
Recandosi quotidianamente a Treviglio dove frequenta l'Istituto Tecnico Industriale Statale, entra in contatto con i Missionari d'Africa più comunemente chiamati Padri Bianchi.
Subito dopo aver conseguito il diploma di Perito in elettrotecnica entra nel seminario dei Padri Bianchi a Verona. Nel 1978 si reca ad Ottawa per un anno di spiritualità. I due anni successivi lo vedono impegnato in un tirocinio nel Mali, più precisamente a Kita. L'8 ottobre 1983, a conclusione degli studi teologici, presta il giuramento missionario a Tolosa. 
Riceve l'ordinazione sacerdotale da mons. Enrico Assi nel Duomo di Cremona il 23 giugno 1984.
Nel 1985 padre Maffi parte nuovamente per il Mali dove è destinato a svolgere il suo ministero missionario presso la diocesi di Kayes. Tornerà in Italia nel 1992 e per quattro anni seguirà l'animazione missionaria giovanile.
Dal 1996 frequenta il Pontificio istituto di studi arabi ed islamistica a Roma. Superati gli studi e dopo essere tornato da Il Cairo, dove ha approfondito la conoscenza della lingua araba, svolge gli incarichi di professore e di bibliotecario presso il PISAI.
Nel 2007 si trasferisce nuovamente in Africa, avendo ricevuto la nomina di direttore della biblioteca dell'IBLA (Istituto di Belle Lettere Arabe) a Tunisi.
Il 5 gennaio 2010, perde la vita in un incidente avvenuto proprio all'interno della biblioteca di Tunisi. I suoi funerali vengono celebrati a Mozzanica il 16 gennaio 2010.
Da quel giorno le sue spoglie riposano nella cappella dei sacerdoti presso il cimitero di Mozzanica.